# جم سميث
جيم سميث (بالإنجليزية: Jem Smith)‏ مواليد 21 يناير 1863 في لندن، إنجلترا - الوفاة 10 سبتمبر 1931 في لندن، إنجلترا، كان ملاكم إنجليزي. فاز ببطولة إنجلترا في الوزن الثقيل في أواخر القرن التاسع عشر.